# Мэк, Мэйнард
Мэйнард Мэк (англ. Maynard Mack; 27 октября 1909, Хилсдейл, Мичиган — 17 марта 2001, Нью-Хейвен) — американский ученый-филолог, редактор, литературовед и литературный критик. Стерлингский профессор Йеля (эмерит), где числился 45 лет (с 1936), выпускник оного и там же получил докторскую степень. Шекспировед, а также специалист по Александру Поупу (видный и широкопризнанный), в целом английской литературе XVIII века, и литературной критике XX века. Членкор Британской академии (1973), феллоу Американской академии искусств и наук. Наиболее известен, вероятно, своей 800-страничной научной биографией «Александр Поуп» (1985). Был одним из самых выдающихся литературоведов Йеля.

## Биография и творчество
Его отец преподавал английский в Мичигане.
Окончил Йель, где учился с 1928 года, изучал английскую литературу, получив степени B.A. (1932) и доктора философии. С того же 1936 года там на кафедре английского, с 1948 года фул-профессор, с 1965 года Стерлингский профессор; заведовал кафедрой в 1960-х годах. Оставил преподавание в 1972 году.
Являлся президентом Ассоциации современного языка (1970), Шекспировской ассоциации Америки с 1975 по 1976 год, основателем Национального гуманитарного центра (National Humanities Center; его директор с 1974 по 1977 год), а также консультантом по экранизации пьес Шекспира в сериях BBC.
Отмечен Blanche Elizabeth MacLeish Billings Memorial Award (1941). Получил шесть почетных докторских степеней.
Учились у него James Anderson Winn и Richard H. Brodhead. В 1996 благодаря анонимному спонсору на кафедре английского в Йеле будет учреждена именная профессура в честь М. Мэка.
Автор в частности King Lear in Our Time (University of California Press, 1965)  и Alexander Pope: A Life (1986). Его три основные работы о Поупе включают научное введение «Эссе о человеке» к изданию Twickenham Edition поэм Поупа (также редактор шести из 12 томов оного); богато иллюстрированное исследование самоформирования поэта «Сад и город» (The Garden and the City: Retirement and Politics in the Later Poetry of Pope, 1731—1743); полномасштабную биографию «Александр Поуп: Жизнь». В числе его поздних публикаций Collected in Himself (1982), The Last and Greatest Art (1984), Prose and Cons: Monologues on Several Occasions (1989), Everybody’s Shakespeare: Reflections Chiefly on the Tragedies (1993).
В 1934 году женился, остались сын и две дочери.